# Gordon W. Prange
Gordon William Prange (Pomeroy, 16 de julio de 1910 - Baltimore, 15 de mayo de 1980) fue un escritor estadounidense que redactó varios libros basados en la Segunda Guerra Mundial que fueron publicados después de su muerte. Varios fueron nombrados "best seller" por el periódico New York Times, incluidos At Dawn We Slept y Miracle at Midway ("Al amanecer dormimos" y "Milagro en Midway").

## Breve biografía
Nació en Pomeroy, Iowa, el 16 de julio de 1910, e inició sus estudios en la universidad de Iowa en 1926, recibiendo el grado de doctor en historia por esa universidad en 1937. Estudió en la universidad de Berlín de 1935 a 1936, durante los cuales dijo: "Vi a Hitler operar de primera mano y lo escuché hablar varias veces". Unos meses después de su doctorado inició su actividad docente en la universidad de Maryland, en College Park, siendo profesor de historia en dicha universidad de 1937 a 1980, con una pausa de nueve años (1942 - 1951) cuando prestó su servicio militar en la marina de los Estados Unidos en la etapa de la postguerra y ocupación de Japón, cuando fue el historiador en jefe del grupo del general Douglas MacArthur. Fue durante este tiempo que a partir de material recolectado y a muchas entrevistas que tuvo con exmilitares japoneses y civiles sobrevivientes de la guerra, obtuvo la información que más tarde recopilaría en sus libros. 
Es conocido como uno de los principales historiadores de la guerra del Pacífico, así como por su participación como guionista del filme Tora! Tora! Tora! realizado en 1970. Prange murió de cáncer el 15 de mayo de 1980 en Baltimore, Maryland, a la edad de 69 años.

## Obra destacada
- At Dawn We Slept: The Untold Story of Pearl Harbor (Al amanecer dormimos: La historia no contada de Pearl Harbor) (1981), ISBN 0-07-050669-8.
- Miracle at Midway (Milagro en Midway) (1982), ISBN 0-07-050672-8.
- Target Tokyo: The Story of the Sorge Spy Ring (Objetivo Tokio: La historia del anillo de espionaje de Sorge) (1984), ISBN 0-07-050677-9 En esta obra el autor detalla las operaciones encubiertas del círculo de espionaje encabezado por Richard Sorge y Hotsumi Ozaki quienes transmitieron importantes secretos desde Tokio a la Unión Soviética entre 1933 y 1941.
- Pearl Harbor: The Verdict of History (Pearl Harbor: El veredicto de la historia) (1986), ISBN 0-07-050668-X.
- December 7, 1941: The Day the Japanese Attacked Pearl Harbor (7 de diciembre de 1941: El día que los japoneses atacaron Pearl Harbor) (1988), ISBN 0-07-050682-5.
- God's Samurai: Lead Pilot at Pearl Harbor (El Samurái de Dios: El piloto líder en Pearl Harbor) (1990), ISBN 0-08-037440-9.